# Grajdanski prospekt (métro de Saint-Pétersbourg)
Grajdanski prospekt (en russe : Гражда́нский проспе́кт) est une station de la ligne 1 du Métro de Saint-Pétersbourg. Elle est située à l'intersection des avenues Grajdanski (Grajdanski Prospekt) et Prosvecheniya, dans le raïon de Kalinine, à Saint-Pétersbourg en Russie.
Mise en service en 1978, elle est desservie par les rames de la ligne 1 du métro de Saint-Pétersbourg.

## Situation sur le réseau

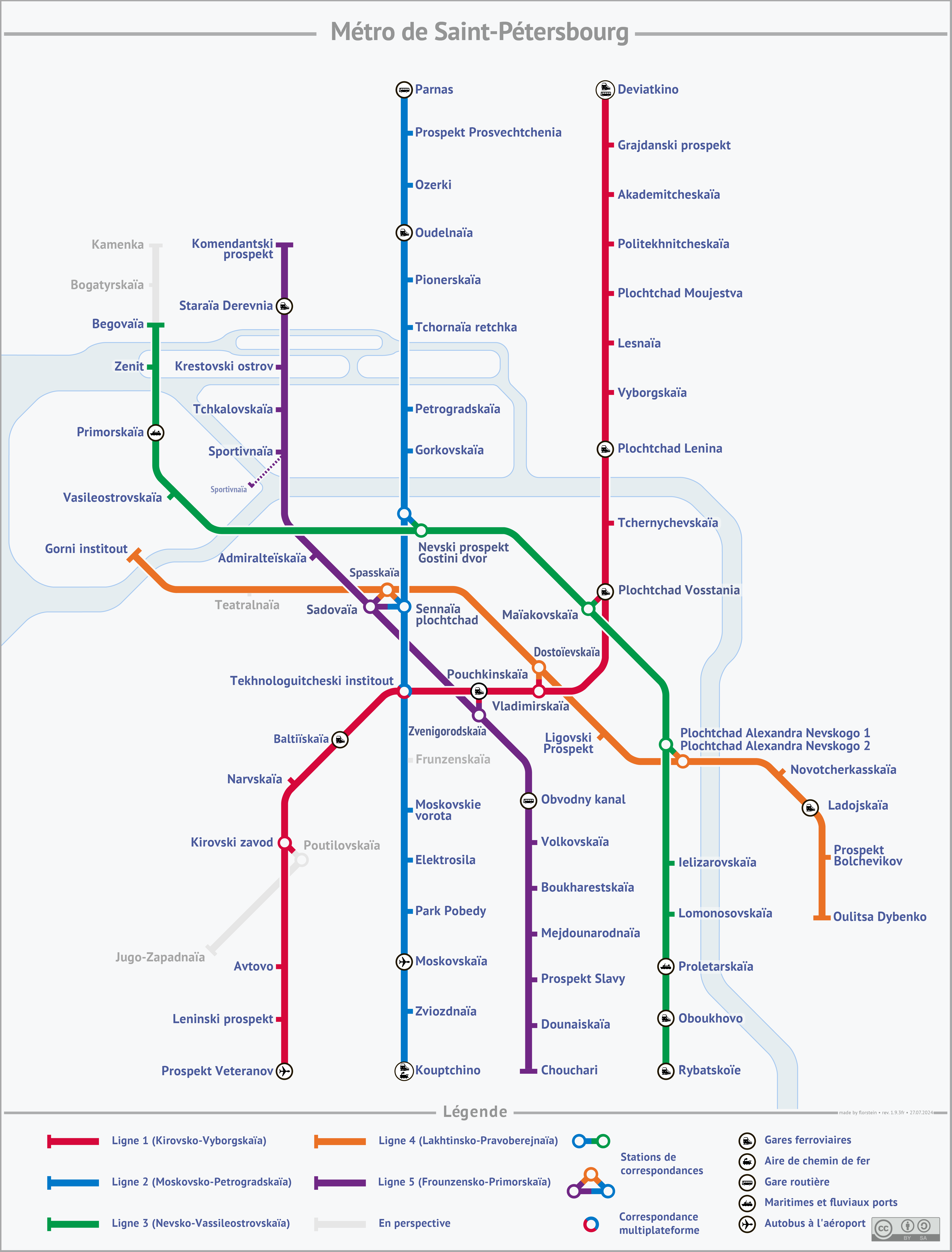
Plan du métro.

Établie en souterrain, à 64 mètres de profondeur, Grajdanski prospekt est une station de passage de la ligne 1 du métro de Saint-Pétersbourg. Elle est située entre la station Deviatkino, terminus nord, et Akademitcheskaïa.
La station dispose d'un quai central encadré par les deux voies de la ligne. 

## Histoire
La station Grajdanski prospekt est mise en service le 28 décembre 1978, lors de l'ouverture du prolongement d'Akademitcheskaïa au nouveau terminus de Deviatkino (alors dénommé Komsomolskaïa). Elle est nommée en référence à la voie routière éponyme située à proximité.

## Services aux voyageurs

### Accès et accueil
Elle dispose, en surface, d'un pavillon d'accès en relation avec le quai par un tunnel en pente équipé de quatre escaliers mécaniques.

### Desserte
Grajdanski prospekt est desservie par les rames de la ligne 1 du métro de Saint-Pétersbourg.

Installations et desserte
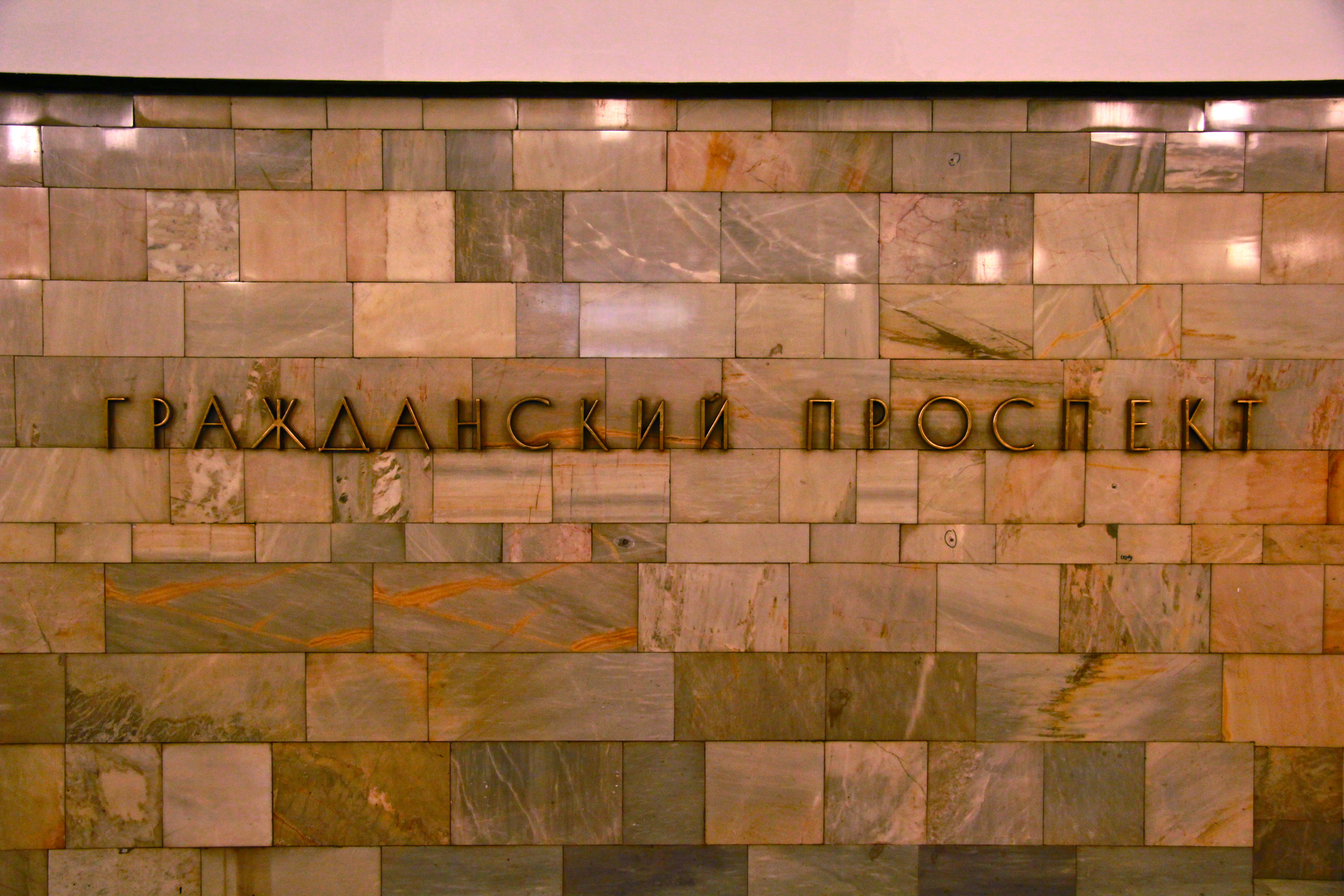
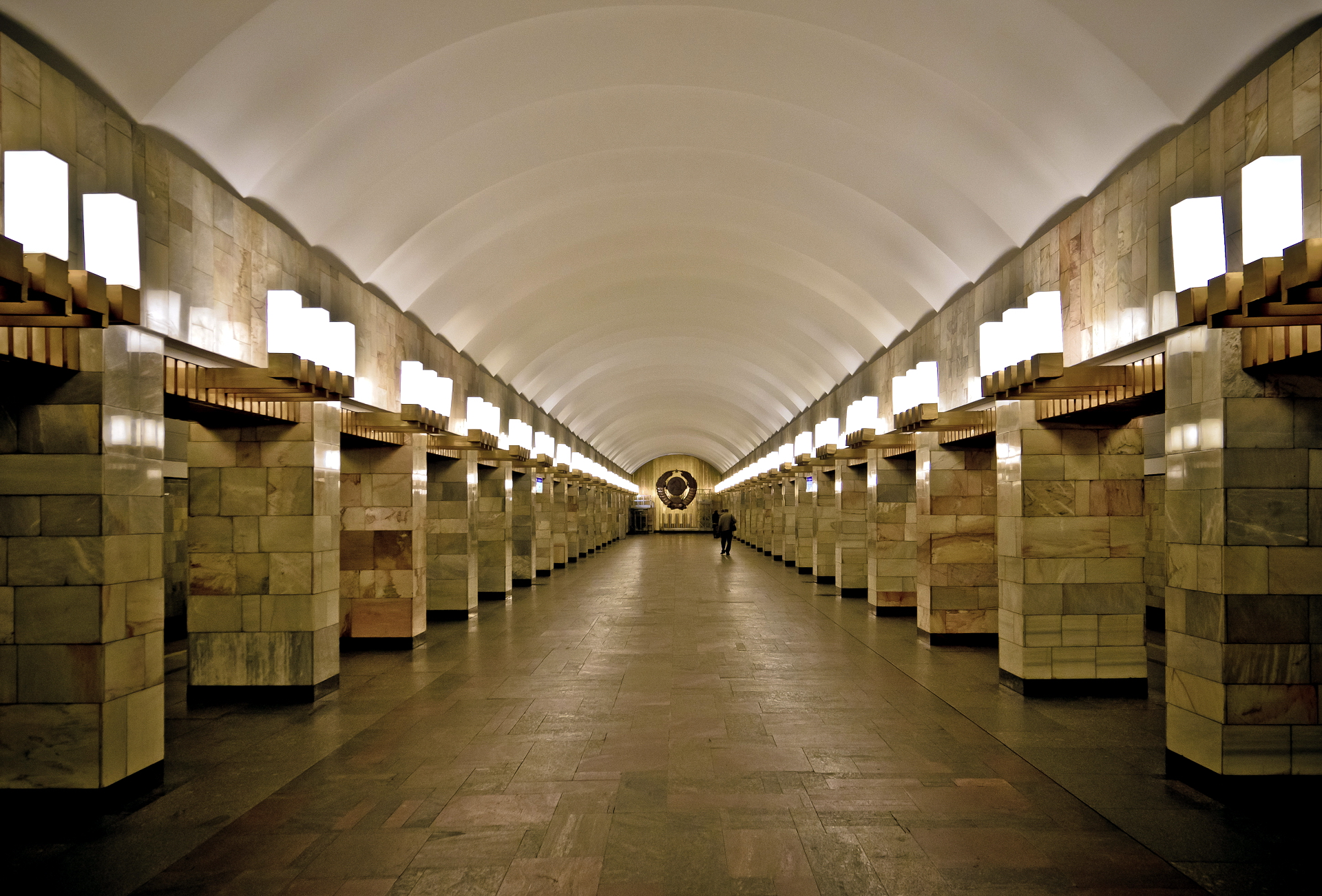
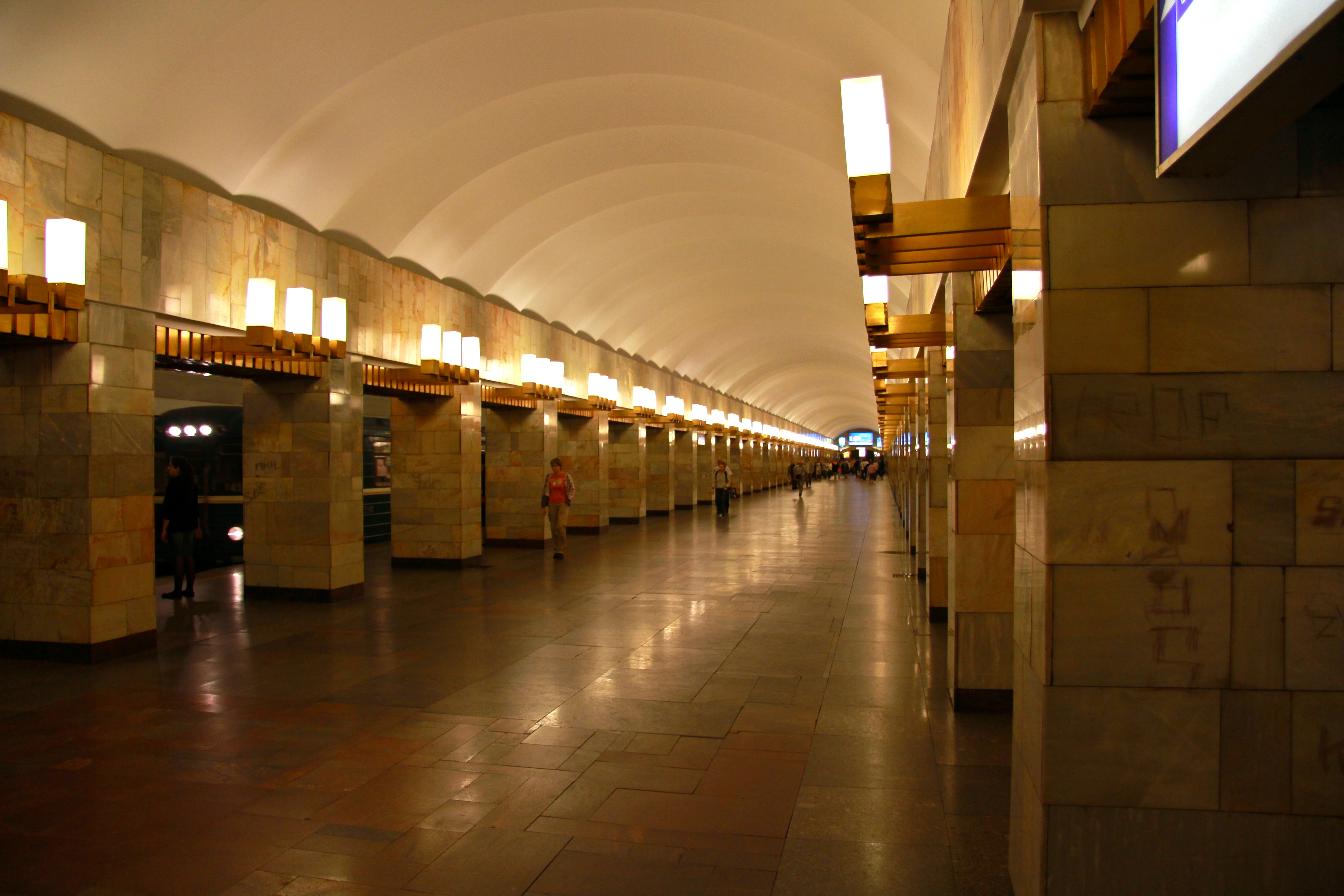

### Intermodalité
À proximité : une station du tramway de Saint-Pétersbourg est desservie par les lignes 51 et 100 ; un arrêt des trolleybus de Saint-Pétersbourg est desservie par les lignes 6 et 38 ; et des arrêts de bus sont desservis par de nombreuses lignes.